# Sergio Citti
Sergio Citti (Roma, 30 maggio 1933 – Roma, 11 ottobre 2005) è stato un regista e sceneggiatore italiano.
Il suo nome è legato al sodalizio artistico con Pier Paolo Pasolini. Era fratello dell'attore Franco Citti.

## Biografia
Consulente di Pasolini per i romanzi d'ambiente e linguaggio romanesco, fu collaboratore in quasi tutti i suoi film ma già in precedenza aveva collaborato con Bolognini (La notte brava, La giornata balorda) e Franco Rossi (Morte di un amico).
Come regista esordì con Ostia (1970) rivelando una spiccata personalità. Se ne ebbe conferma in Storie scellerate (1973) e poi in Casotto (1977), Due pezzi di pane (1979) e Il minestrone (1981).
Dopo alcuni anni di assenza tornò dietro la macchina da presa con Mortacci (1989), curiosa storia a episodi ambientata in un cimitero.
Con I magi randagi (1996) ripropose un vecchio progetto pasoliniano, caratterizzato da una comicità beffarda e surreale.
Nel 2001 in Vipera, sceneggiato insieme a Vincenzo Cerami, affrontò il genere melodrammatico con al centro il tema della maternità. Nello stesso anno partecipò al documentario Pier Paolo Pasolini e la ragione di un sogno di Laura Betti.
Il suo ultimo lavoro fu Fratella e sorello (2005).
Malato di cuore da lungo tempo, Sergio Citti muore a Roma nel quartiere di Ostia l'11 ottobre dello stesso anno, lì dove era cominciata la sua carriera registica. A livello sociale aveva aderito a Cities for Life. La camera ardente è stata aperta presso il Palazzo Senatorio nella sala della Protomoteca in Campidoglio; riposa nel cimitero di Santa Ninfa a Maccarese, frazione di Fiumicino.

## Filmografia

### Regista
- Ostia (1970)
- Storie scellerate (1973)
- Casotto (1977)
- Due pezzi di pane (1979)
- Il minestrone (1981)
- Sogni e bisogni – serie TV (1985)
- Mortacci (1989)
- I magi randagi (1996)
- Esercizi di stile, episodio Anche i cani ci guardano (1996)
- Cartoni animati (1998)
- Vipera (2001)
- Fratella e sorello (2005)

### Sceneggiatore
- Accattone, regia di Pier Paolo Pasolini (1961)
- La commare secca, regia di Bernardo Bertolucci (1962)
- Mamma Roma, regia di Pier Paolo Pasolini (1962)
- Salò o le 120 giornate di Sodoma, regia di Pier Paolo Pasolini (1975)
- Brutti sporchi e cattivi, regia di Ettore Scola (1976)
- Qualcosa di biondo, regia di Maurizio Ponzi (1984)
- Baciami piccina, regia di Roberto Cimpanelli (2006)

### Attore
- Accattone, regia di Pier Paolo Pasolini (1961)
- Ammazzali tutti e torna solo di Enzo G. Castellari (1968)
- Ostia, regia di Sergio Citti (1970)